# Melanostomias stewarti
Melanostomias stewarti är en fiskart som beskrevs av Fowler, 1934. Melanostomias stewarti ingår i släktet Melanostomias och familjen Stomiidae. Inga underarter finns listade i Catalogue of Life.